# الجامعة الإسلامية في لبنان
تأسست الجامعة الإسلامية في لبنان عام 1994 وافتتحت بتاريخ 10 تشرين الأول 1995 ونالت ترخيصها في العام التالي بتاريخ 12 حزيران 1996 وقد اسسها الشيخ محمد مهدي شمس الدين رئيس المجلس الإسلامي الشيعي الأعلى في لبنان، وجاءت فكرة تأسيس الجامعة من قبل الإمام موسى الصدر، وهي جامعة أهلية خاصة تتبع مؤسسات المجلس الإسلامي الشيعي الأعلى في لبنان. يقع مقر الجامعة في مدينة خلدة جنوب العاصمة بيروت، وكان أول رئيس لها العالم العراقي الدكتور حسن الجلبي.

## التأسيس
انطلقت فكرة إنشاء الجامعة الإسلامية في لبنان من رغبة الإمام موسى الصدر، مؤسّس ورئيس المجلس الإسلامي الشيعي الأعلى ضمن القانون رقم 72/67 تاريخ 19 كانون الأول 1967 (تنظيم شؤون الطائفة الإسلامية الشيعية وإنشاء المجلس الإسلامي الشيعي الأعلى) في مادّته الثالثة ما نصّه «يحقّ له (للمجلس) إنشاء جامعة دينية كما يحقّ له إنشاء جامعة للتعليم العالي مع مراعاة ما لا يحول دون ممارسته هذا الحقّ (...)». لكن الظروف التي كانت سائدة في لبنان واندلاع الحرب ومن ثم تغيّب الإمام الصدر، حالت دون تنفيذ هذه الرغبة حتى العام 1994 عندما اتّخذ رئيس المجلس الشيعي الأعلى، الشيخ محمد مهدي شمس الدين، قراراً بالبدء بتنفيذ المشروع وذلك بتعيين أول أمين عام لها هو الأستاذ حسين شريف، الذي لعب دوراً مهماً في مرحلة التأسيس. وافتتحت الجامعة في 10 تشرين الأول 1995 ونالت ترخيصها في العام التالي بموجب المرسوم رقم 8600 تاريخ 12 حزيران 1996 الذي نصّ على إنشاء الكليات والمعاهد التالية: كلّية الاجتهاد والعلوم الإسلامية، المعهد الجامعي للتكنولوجيا التطبيقية، كلّية العلوم السياحية، المعهد العالي للإدارة، المعهد العالي للغات والترجمة. وفي العام 1999، صدر المرسومان رقم 1947 و1948 تاريخ 21 كانون الأول 1999 بإنشاء كلّية الهندسة وكلّية الحقوق وكلّية العلوم السياسية والإدارية والدبلوماسية.

## الكليات
تضمّ الجامعة اليوم 6 كلّيات و3 معاهد هي: كلّية الاجتهاد والعلوم الإسلامية، كلية الصحة العامة, كلّية الهندسة، كلّية الحقوق، كلّية العلوم السياسية والإدارية والدبلوماسية، كلّية السياحة، المعهد الجامعي للتكنولوجيا التطبيقية، المعهد العالي للإدارة، المعهد العالي للغات والترجمة.
واقع الجامعة ونظام التعليم

## مقرات الجامعة
يقع المقرّ الرئيسي للجامعة في منطقة خلدة إلى جنوب العاصمة بيروت وكان يشغل في العام 1995 مساحة 4,700 م2. إلا أن استحداث الجامعة لبعض الاختصاصات الجديدة وإقبال الطلاب عليها أدّيا إلى توسيع الحرم وأصبح يمتدّ في العام 2006 على مساحة 12,000 م2. تضمّ الجامعة 15 قاعة مختبرات (11 منها تابعة لكلّية الهندسة)، و113 قاعة تدريس، و3 مدرجات للتدريس، وقاعة للندوات المتخصّصة، وقاعة للمحاضرات، وقاعة للاحتفالات تتّسع لحوالي 450 كرسياً، وملعباً واحداً للطلاب، بالإضافة إلى مكتبة مجهّزة بنظام بحث إلكتروني يربطها ببرنامج تعاون مع المركز الثقافي الفرنسي، كما أنها عضو في الاتحاد العربي للمكتبات وفي جمعية مكتبات لبنان.
افتتحت الجامعة مؤخّراً فرعاً لها في مدينة صور في الجنوب، كما يسعى القيّمون عليها لإنشاء فرعين آخرين، أحدهما في البقاع والآخر في الشمال.
من حيث النظام الأكاديمي، تتبع الجامعة نظاماً مركّباً بحيث تعتمد كلّيات الجامعة ومعاهدها جميعها النظام السنوي المقسّم إلى فصلين، باستثناء المعهد الجامعي للتكنولوجيا التطبيقية الذي يعتمد نظام الوحدات الدراسية. واعتمدت الجامعة اللغات العربية والفرنسية والإنكليزية كلغات أساسية للتعليم والتواصل.

## أعداد الطلاب والخرّيجين
بلغ عدد الطلاب الملتحقين بالجامعة الإسلامية في لبنان عند تأسيسها (1995-1996) حوالي 150 طالباً. وارتفع إلى 214 طالباً في العام 1996-1997، ووصل إلى نحو 3,000 طالب في العام الدراسي 2006-2007. وارتفعت أيضاً أعداد الخرّيجين من 36 خرّيجاً في العام 1999-2000 إلى 312 خرّيجاً في العام 2005-2006. ويبيّن الجدول رقم 2 تطوّر أعداد الطلاب والخرّيجين تبعاً للعام الدراسي.

## الهيئتان التعليمية والإدارية
ارتفع عدد أفراد الهيئتين الإدارية والتعليمية مع ارتفاع أعداد الطلاب فبلغ 369 فرداً في العام 2005-2006 مقارنةً بـ 52 فرداً في العام 1996-1997.

## مميّزات الجامعة
تملك الجامعة الإسلامية في لبنان بعض الخصائص التي تميّزها عن سائر مؤسّسات التعليم العالي في لبنان، منها:
- كانت هذه المؤسّسة السبّاقة في تقديم بعض الاختصاصات الجامعية مثل اختصاص تقنيات الهندسة الطبّية (Biomedical engineering) في العام 1995، واختصاص هندسة المساحة على مستوى مهندس في العام 1999.
- حصد بعض مشاريع التخرّج في الجامعة الجوائز الأولى في معرض البحوث الصناعية الذي تقيمه جمعية الصناعيين اللبنانيين وتشارك فيه سنوياً جامعات لبنان ومؤسّسات بحثية أخرى. كما حصدت الجامعة في العام 2004 جائزة أفضل مؤسّسة جامعية متميّزة في معرض “ليرا” (إنجازات الأبحاث الصناعية اللبنانية).
- الجامعة هي عضو في الاتحاد الدولي للجامعات، والوكالة الجامعية الفرنكوفونية، واتحاد الجامعات العربية، واتحاد الجامعات الإسلامية، ورابطة الجامعات الإسلامية.
- أبرمت الجامعة اتفاقيات تعاون مع جامعات عربية وإسلامية وعالمية منها: جامعة الأزهر (مصر)، جامعة موسكو الحكومية لهندسة المساحة والتصوير الجوّي وعلم رسم الخرائط (روسيا)، المؤسّسة الجغرافية الوطنية (فرنسا)، المعهد الألماني للأبحاث الشرقية، جامعة النورماندي (فرنسا)، جامعة باريس 3 (فرنسا)، الجامعة اللبنانية.
- نجحت الجامعة في إبرام اتفاق مع ممثّلي شركة Microsoft قي لبنان يقضي بإدراج الجامعة الإسلامية في لبنان من ضمن الجامعات العشر الأولى التي لها الحقّ في المشاركة والاستفادة من الإمكانيات الحديثة لهذه الشركة في الدراسات الأكاديمية.

## معرض الصور

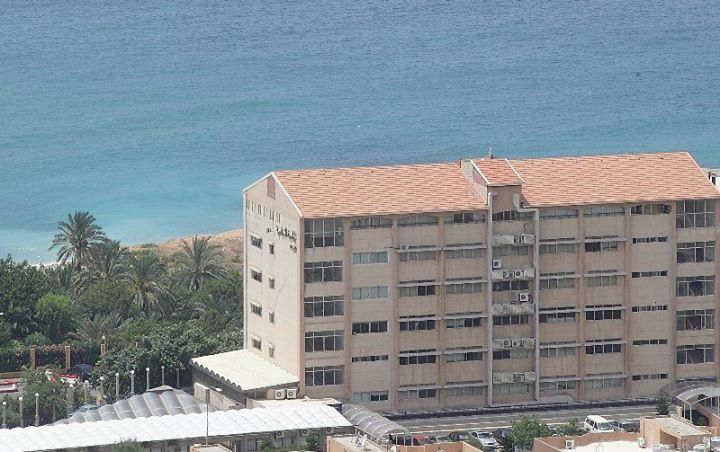
المبنى الرئيسي
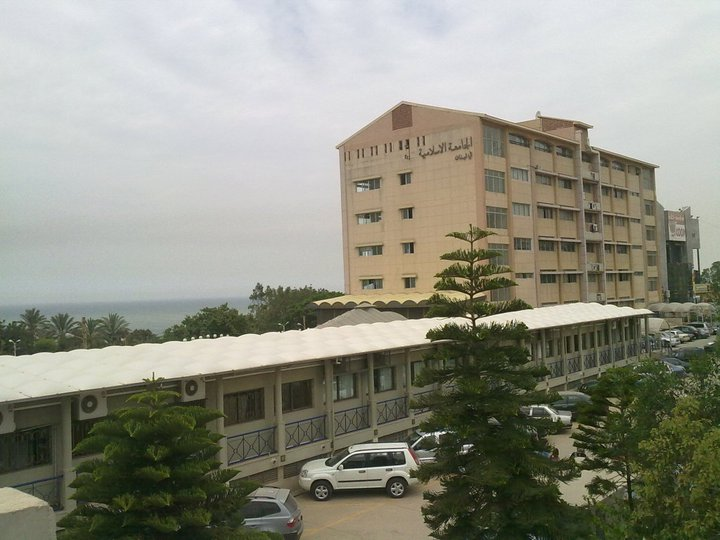
المبنى الرئيسي للجامعة
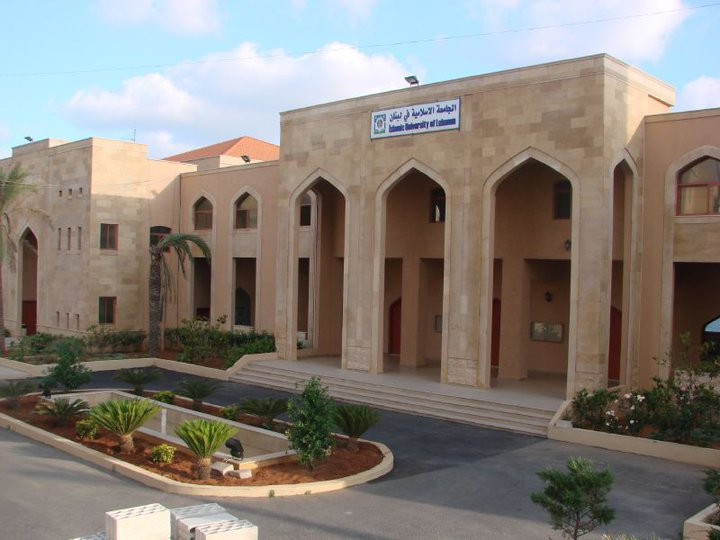
مبنى الجامعة في صور
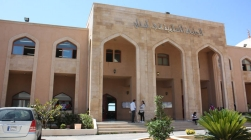
مبنى الجامعة في صور
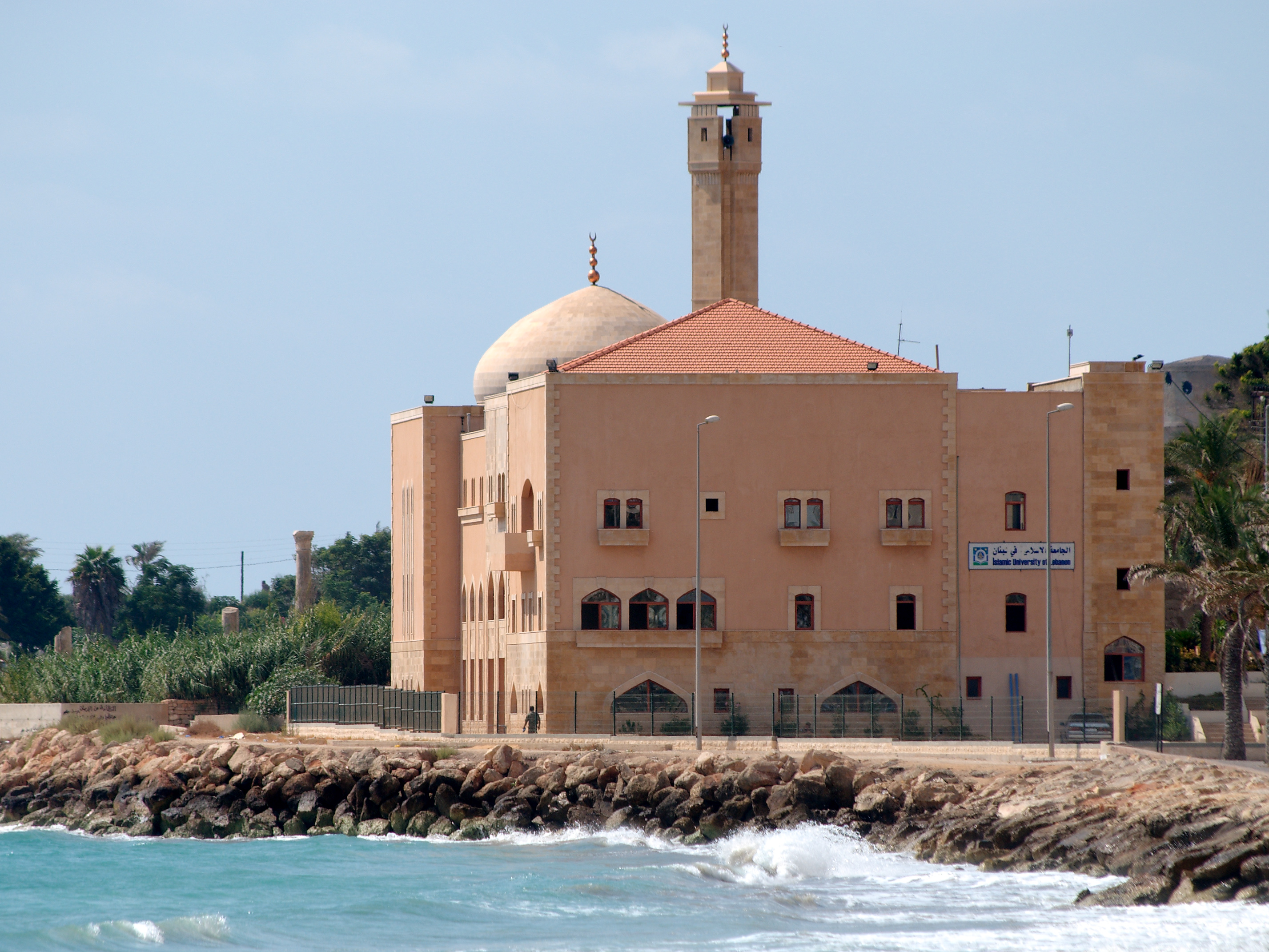
احدى مباني الجامعة